# 21467 Rosenstein
A 21467 Rosenstein (ideiglenes jelöléssel 1998 HX93) a Naprendszer kisbolygóövében található aszteroida. A LINEAR projekt keretében fedezték fel 1998. április 21-én.